# Индраварман II
Индраварман II (кхмер. ឥន្ទ្រវរ្ម័នទី២, 1190 — 1243) — король Кхмерской империи (1218—1243).

## Биография
Возможно, был сыном Джаявармана VII, так как был освящён как законный наследник.
Во время его правления разрушались или осквернялись буддийские храмы, которые превращались в шиваистские святилища, семьи брахманов подняли мятеж и раскололи кхмерское общество.
К 1230 году свободу и независимость завоевали Тамбралинга и Лаво.
В 1243 году Индраварман II умер, преемником стал его сын Джаяварман VIII.